# Сандре Георгиев
Сандре Георгиев е български революционер, деец на Вътрешната македоно-одринска революционна организация.

## Биография
Роден е в охридското българско село Опеница, тогава в Османската империя. Присъединява се към ВМОРО и става войвода на чета, с която участва в Илинденско-Преображенското въстание през лятото на 1903 година. По време на въстанието на 25 юли заедно с четата на Антон Шибаков се сражават с турска войска при Прентов мост на шосето Охрид – Ресен.